# NGC 1729
NGC 1729 je galaksija u zviježđu Orionu.

## Vanjske poveznice
- SEDS: NGC 1729